# Новосибірський державний краєзнавчий музей
Новосибірський державний краєзнавчий музей — один з провідних музеїв Новосибірська.

## Загальні відомості
Заснований в 1920 році як Центральний народний музей Новомиколаївська. Засновником і першим директором музею став Анзіміров В. А. , перші експозиції — астрономічна і геологічна. З кінця 1920-х років і до кінця 1930-х був провідним музеєм Західно-Сибірського краю. У 1940-х роках директором музею працював відомий архівіст і краєзнавець Є. Д. Стрелов.
З 1987 року історичний відділ музею розташовується в будівлі колишнього Міського торгового корпусу (пам'ятник історії і архітектури, побудований за проектом відомого архітектора А. Д. Крячкова в 1910 році). Експозиційно-виставкова площа займає 3219 кв. м.

## Музейний фонд
Музейні фонди налічують 147 тис. Одиниць основного фонду та 71 тис. одиниць допоміжного , в числі яких ряд унікальних:
- Повний скелет мамута, знайдений поряд з селом Вахрушево Коченевського району Новосибірської області,
- Колекції предметів побуту і культу сибірських народів, зібрані експедиціями 1920-30-х років.

В даний час експозиції розташовані в трьох різних будівлях (історичний відділ, відділ природи і будинок-музей С. М. Кірова), В музеї регулярно проводяться різні тимчасові виставки та щотижневі концерти з музичної колекції музею.